# Raphael David Levine
Raphael David Levine  (em hebraico:  רפאל לוין; Alexandria, 29 de março de 1938) é um químico israelense.

## Obras
- Molecular reaction dynamics, Cambridge University Press, 2005